# Calathea orbifolia
Calathea orbifolia  es una especie fanerógama de la familia Marantaceae, nativa de Bolivia y del este de Brasil. Prospera en condiciones umbrosas, sobre 10 °C.

## Descripción
Presenta hojas de verde muy oscuro, y dibujos de nervios marcados, y el envés es de un color morado.

## Taxonomía
Calathea orbifolia fue descrita por (Linden) H.A.Kenn. y publicado en Brittonia 34(1): 22. 1982.
Sinonimia
- Maranta orbifolia Linden, Cat. Gén. 16: 2 (1861).
- Maranta rotundifolia Körn., Gartenflora 7: 83 (1858).
- Calathea rotundifolia (Körn.) Körn., Bull. Soc. Imp. Naturalistes Moscou 35(1): 125 (1862), nom. illeg.
- Thalia rotundifolia (Körn.) K.Koch ex Horan., Prodr. Monogr. Scitam.: 11 (1862).
- Phyllodes rotundifolia (Körn.) Kuntze, Revis. Gen. Pl. 2: 697 (1891).[2]